# Andrea Berardicurti
Andrea Berardicurti, noto anche con lo pseudonimo di La Karl du Pignè o Zia Karl (Pelago, 28 aprile 1957 – Roma, 4 settembre 2018), è stato un attore e attivista italiano.

## Biografia
Nacque a Pelago, in Toscana, il 28 aprile 1957.
Sul finire degli anni '80, trasferitosi a Roma nell'area del Pigneto, entrò nel Circolo di cultura omosessuale Mario Mieli e debuttò come drag queen scegliendo il nome d'arte di La Karl du Pignè, spesso abbreviato affettuosamente in Zia Karl, alle serate Muccassassina dietro invito di Vladimir Luxuria. Ha inoltre partecipato all'organizzazione del primo Roma Pride nel 1994.
Ha recitato in ruoli minori in alcuni film, sebbene la sua carriera artistica si sia concentrata prevalentemente sul cabaret.
È morto il 4 settembre 2018 presso l'ospedale San Giovanni-Addolorata di Roma a causa di un tumore; la camera ardente è stata allestita presso la sede del Circolo Mario Mieli in via Efeso, nel quartiere Ostiense. Nel 2020 gli è stato dedicato un murale presso l'ITIS Armellini del quartiere Ostiense, realizzato dalla street artist olandese Judith de Leeuw.

## Filmografia
- Così fan tutte, regia di Tinto Brass (1992)
- Come mi vuoi, regia di Carmine Amoroso (1996)
- Ti amo in tutte le lingue del mondo, regia di Leonardo Pieraccioni (2005)
- Good As You - Tutti i colori dell'amore, regia di Mariano Lamberti (2012)
- Nessuno è perfetto!, regia di Fabio Massimo Lozzi (2013)